# Seltenturm
Seltenturm, Beesides 1989-2000 is een verzamelalbum van de Nederlandse muziekgroep Beequeen, die ambientmuziek uitgeeft.
Het album bestaat uit obscure opnamen die uitgegeven zijn op net zulke obscure platenlabels, vaak op elpees (soms elpees met maar één speelkant) en oplagen die de 250 stuks niet te boven gingen. Het album ziet eruit als een bootleg, maar is het niet. Van dit album werden 300 stuks geperst en in een alternatieve hoes gestoken, net als bijna alle overige uitgaven van de band. De "hoes" bestaat dit keer uit twee dun kartonnen velletjes in een plastic mapje, waarin de compact discs tegenover elkaar zitten. Deze compacte geschiedenis laat horen dat Beequeen naarmate de jaren vorderen ietsje meer melodie in hun muziek stoppen.

## Musici
- Frank de Waard, Freek Kinkelaar - elektronica

## Composities
Allen door Frank de Waard en Freek Kinkelaar:
| track | compositie                                  | wanneer opgenomen                               | welke bron                                                        |
| ----- | ------------------------------------------- | ----------------------------------------------- | ----------------------------------------------------------------- |
| CD1   |                                             |                                                 |                                                                   |
| 1     | Fond XI (2:27)                              | juni 1994 Den Haag                              | album Split; Wachsender Prozess 1996                              |
| 2     | Does he do as if he is (15:18)              | idem                                            | idem                                                              |
| 3     | Moj najvesi strah (4:46)                    | idem                                            | idem                                                              |
| 4     | The salmon season (5:39)                    | 1996, Den Haag                                  | album 10” The Surrough Gate; Ant sen 1997                         |
| 5     | The hungry voice (6:08)                     | idem                                            | idem                                                              |
| 6     | The surrough gate (11:11)                   | idem                                            | idem                                                              |
| 7     | Fab (4:31)                                  | circa 1997, Den Haag                            | single 7” Vault, ass 1998                                         |
| 8     | Cool (2:12)                                 | idem                                            | idem                                                              |
| 9     | Gear (6:50)                                 | idem                                            | idem                                                              |
| 10    | White tusk (4:29)                           | 16 juni 1996                                    | single 7” White tusk; Plinkity plonk; 1999                        |
| 11    | Fly like en eagle (3:06)                    | idem                                            | idem                                                              |
| 12    | Breathing (6:29)                            | 1998                                            | single Dovidzdane vanja (The Death of Bequeen) Klanggalerie; 2000 |
| 13    | Noise (4:59)                                | 22 december 1999                                | idem                                                              |
| CD2   |                                             |                                                 |                                                                   |
| 1     | Fond II (5 :52)                             | 8 september 1989 Aalst (Oost-Vlaanderen) België | Fond ; Korm plastics 1990                                         |
| 2     | Fond 0 (3 :56)                              | 15 oktober 1990 Nijmegen, Beautiful House       | idem                                                              |
| 3     | Brasillian fond (1 :37)                     | idem                                            | idem                                                              |
| 4     | Fond III (4 :48)                            | 29 november 1990, Nijmegen, Doornroosje         | idem                                                              |
| 5     | Fond IV (5:10)                              | idem                                            | idem                                                              |
| 6     | Golden circle (16:53)                       | augustus 1989 Nijmegen, De Loft                 | Mappa Mundi, Compact cassette van Korm plastics                   |
| 7     | EE EA EE EA EE EE, EA EE, EAEE, A EE (5:43) | idem                                            | idem                                                              |
| 8     | Land above me (18:07)                       | idem                                            | idem                                                              |
| 9     | Fond I (4:12)                               | idem                                            | idem                                                              |
| 10    | EA AA (2:18)                                | idem                                            | nooit eerder verschenen                                           |